# Eupodiscaceae
Famille
Les Eupodiscaceae sont une famille d'algues de l'embranchement des Bacillariophyta (Diatomées), de la classe des Mediophyceae et de l’ordre des Eupodiscales.

## Étymologie
Le nom de la famille vient du genre type Eupodiscus, formé du grec εὐ- / eu-, « bien, bon, véritable », et podiscus, par allusion au Podiscus décrit par J.W. Bailey (en) en 1844, littéralement « vrai Podiscus ».
Podiscus est par ailleurs un mot composé ; sorte de mot-valise né de la fusion  de pod- (du grec πούς / ποδός / poús / podós, pied), et -discus (du grec δίσκος / dískos, disque), en référence aux « projections en forme de pied » que Bailley observa sur cet organisme en forme de disque.
Bailley vit une analogie entre son Podiscus et le Tripodiscus Germanicus décrit par Ehrenberg en 1840 et proposa de remplacer le nom de genre Tripodiscus (littéralement disque à 3 pieds) par Podiscus car il observa que son nouveau genre pouvait avoir « entre trois et sept pieds ».

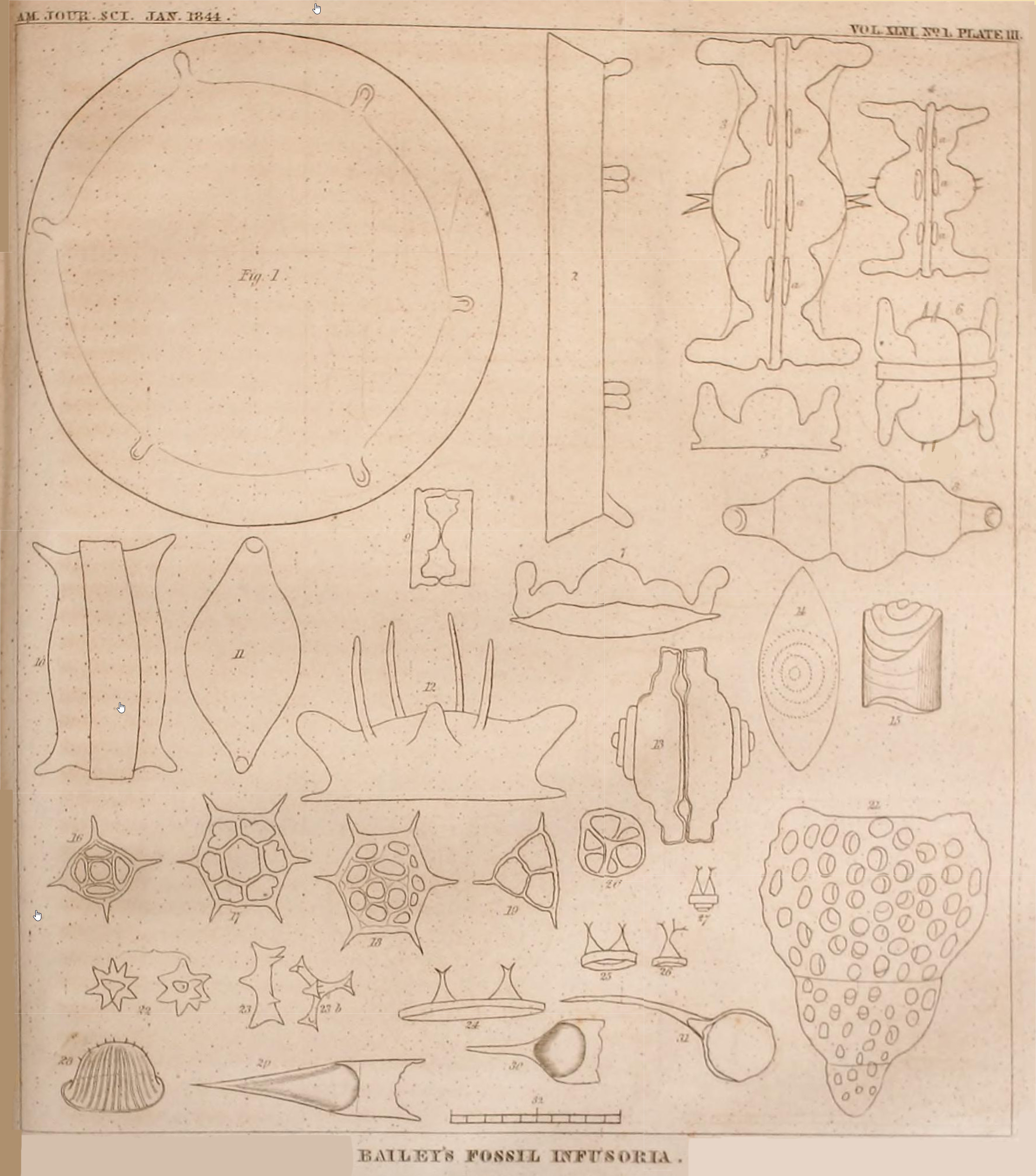
Figs 1 et 2 : le Podiscus Rogersi de Bailey (1840)

## Description
Le genre type Eupodiscus se présente sous la forme de cellules solitaires, discoïdes. Aucun plastides n'a été observé. 
Les valves sont circulaires, avec un système rayonnant d'épaississements hexagonaux surélevés. Dans les hexagones, des rangées de pores apparaissent et forment globalement un système rayonnant. Chaque hexagone correspond à une aréole (areola) ; ceux-ci sont loculés (loculate), s'ouvrant vers l'extérieur par plusieurs pores minuscules et vers l'intérieur par un foramen assez petit.
À l'intérieur des locules, le foramen a un bord légèrement surélevé et est ouvert, tandis que sur la surface interne de la valve, il y a un dôme qui suggère qu'il peut y avoir une certaine forme de membrane de fermeture.
La marge de la face de la valve est « festonnée » formant une crête ou une aile étroite. Interrompant la crête se trouvent quatre ocelles (ocellus) bas également espacés. Le manteau (mantle) de la valve a des rangées continues de pores fins mais est également orné de diverses manières d'épines, d'excroissances dendritiques, et a souvent une crête circonférentielle au-dessus du bord du manteau tourné vers l'extérieur.
Les ouvertures internes des ocelles sont enfoncées. Les pores de l'ocelle sont ronds et disposés en rangées plus ou moins concentriques. Il y a de minuscules rimoportules sur le manteau entre les ocelles. Chez de nombreuses espèces, le développement interne et externe de la rimoportule est très léger.
Note : le vocabulaire ci-dessus, spécifique aux diatomées (notamment les mots en italique), est explicité dans le glossaire anglophone cité en référence.

## Distribution
Le genre type Eupodiscus est présent dans les habitats marins ; probablement épiphyte ou même benthique mais pas souvent signalée sauf en populations éparses sur les sédiments côtiers, ce qui amène à penser que l'organisme récolté pourrait être fossile puisqu'il semble n'y avoir aucune trace de cellules vivantes.

## Liste des genres
Selon AlgaeBase (7 août 2022) :
- Amphipentas Ehrenberg, 1841
- Auliscus Ehrenberg, 1843
- Cerataulus Ehrenberg, 1844
- Debya J.Rattray, 1888
- Entogoniopsis P.A.Sims, N.I.Strelnikova, J.Witkowski & D.M.Williams, 2015
- Eupodiscus Bailey, 1851   genre type
- Mastodiscus Bailey, 1854
- Noszkya Lefébure & Chenevière, 1939
- Pleurosira (Meneghini) Trevisan, 1848
- Pseudauliscus A.W.F.Schmidt, 1875
- Rattrayella De Toni, 1889
- Sextiputeus R.Ross & P.A.Sims, 2000
- Trilamina P.A.Sims, N.I.Strelnikova, J.Witkowski & D.M.Williams, 2015
- Xystotheca G D.Hanna, 1932
- Zygoceros Ehrenberg, 1839

## Systématique
Le nom correct complet (avec auteur) de ce taxon est Eupodiscaceae Ralfs, 1861.

## Publication originale
- Pritchard, A. (1861). A history of infusoria, including the Desmidiaceae and Diatomaceae, British and foreign. Fourth edition enlarged and revised by

J. T. Arlidge, M.B., B.A. Lond.; W. Archer, Esq.; J. Ralfs, M.R.C.S.L.; W. C. Williamson, Esq., F.R.S., and the author.  pp. [1]-xii, [1]-968, 40 pls. London: Whittaker and Co..